# Bela Vista (gemeente)
Bela Vista is een gemeente in de Braziliaanse deelstaat Mato Grosso do Sul. De gemeente telt 
21.613 inwoners (schatting 2022). De plaats ligt aan de grens met buurland Paraguay met direct aan de andere kant van de grens de plaats Bella Vista Norte.

## Aangrenzende gemeenten
De gemeente grenst aan Antônio João, Caracol, Jardim en Ponta Porã.

### Landsgrens
En met als landsgrens aan de gemeente Bella Vista Norte in het departement Amambay en aan de gemeente Sargento José Félix López in het departement Concepción met het buurland Paraguay.

## Verkeer en vervoer
De plaats is het eindpunt van de radiale snelweg BR-060 vanaf Brasilia. Daarnaast ligt ze aan de wegen MS-384 en MS-472.

## Geboren
- Ney Matogrosso (1941), zanger, acteur en regisseur